# Madison Varmette
Madison Varmette (* 8. Mai 1996) ist eine US-amerikanische Freestyle-Skierin. Sie ist auf die Disziplin Aerials (Springen) spezialisiert.

## Werdegang
Varmette startete im Dezember 2012 in Park City erstmals im Nor-Am-Cup und belegte dabei die Plätze 15 und 12. Ihr Debüt im Weltcup hatte sie im Januar 2015 im Deer Valley Resort, das sie auf dem achten Platz beendete. Bei den Juniorenweltmeisterschaften 2015 in Chiesa in Valmalenco belegte sie den 11. Platz. In der Saison 2016/17 gewann sie mit je zwei ersten und zweiten Plätzen und einen dritten Platz die Gesamtwertung und die Aerials-Disziplinenwertung des Nor-Am-Cups. In der folgenden Saison erreichte sie mit zwei ersten Plätzen und einen zweiten Platz, den zweiten Platz in der Aerials-Disziplinenwertung des Nor-Am-Cups. In der Saison 2018/19 kam sie bei allen fünf Weltcupteilnahmen unter die ersten Zehn und errang damit den sechsten Platz im Aerials-Weltcup. Beim Saisonhöhepunkt, den Weltmeisterschaften 2019 in Park City, sprang sie auf den 17. Platz.

## Erfolge

### Weltmeisterschaften
- Park City 2019: 17. Aerials

### Weltcupwertungen
| Saison  | Gesamt | Gesamt | Aerials | Aerials |
| Saison  | Platz  | Punkte | Platz   | Punkte  |
| ------- | ------ | ------ | ------- | ------- |
| 2014/15 | 99.    | 8      | 24.     | 56      |
| 2016/17 | 183.   | 1,86   | 35.     | 13      |
| 2017/18 | 135.   | 7,5    | 28.     | 45      |
| 2018/19 | 23.    | 39,4   | 6.      | 197     |
| 2019/20 | 88.    | 14,14  | 19.     | 99      |

### Nor-Am Cup
- Saison 2016/17: 1. Gesamtwertung, 1. Aerials-Disziplinenwertung
- Saison 2017/18: 2. Aerials-Disziplinenwertung
- 13 Podestplätze, davon 5 Siege